# Cantón de Pouilly-en-Auxois
El cantón de Pouilly-en-Auxois era una división administrativa francesa, que estaba situada en el departamento de Côte-d'Or y la región de Borgoña.

## Composición
El cantón estaba formado por veinticinco comunas:
- Arconcey
- Bellenot-sous-Pouilly
- Beurey-Bauguay
- Blancey
- Bouhey
- Chailly-sur-Armançon
- Châteauneuf
- Châtellenot
- Chazilly
- Civry-en-Montagne
- Commarin
- Créancey
- Éguilly
- Essey
- Maconge
- Marcilly-Ogny
- Martrois
- Meilly-sur-Rouvres
- Mont-Saint-Jean
- Pouilly-en-Auxois
- Rouvres-sous-Meilly
- Sainte-Sabine
- Semarey
- Thoisy-le-Désert
- Vandenesse-en-Auxois

## Supresión del cantón de Pouilly-en-Auxois
En aplicación del Decreto n.º 2014-175 de 18 de febrero de 2014, el cantón de Pouilly-en-Auxois fue suprimido el 22 de marzo de 2015 y sus 25 comunas pasaron a formar parte del nuevo cantón de Arnay-le-Duc.